# Shakudō

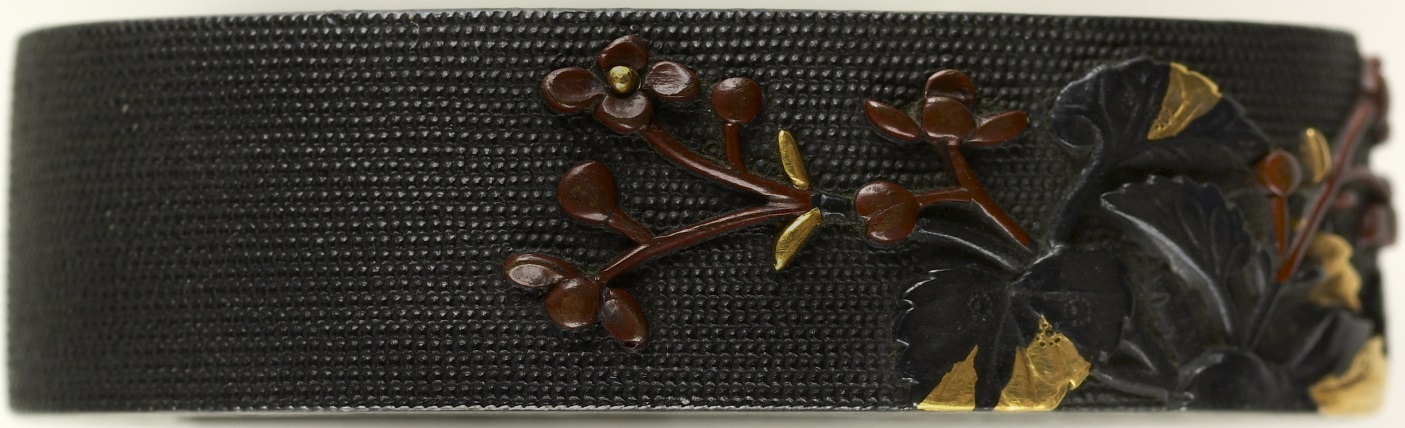
Fuchi en shakudō, or et alliage de cuivre (sentoku).

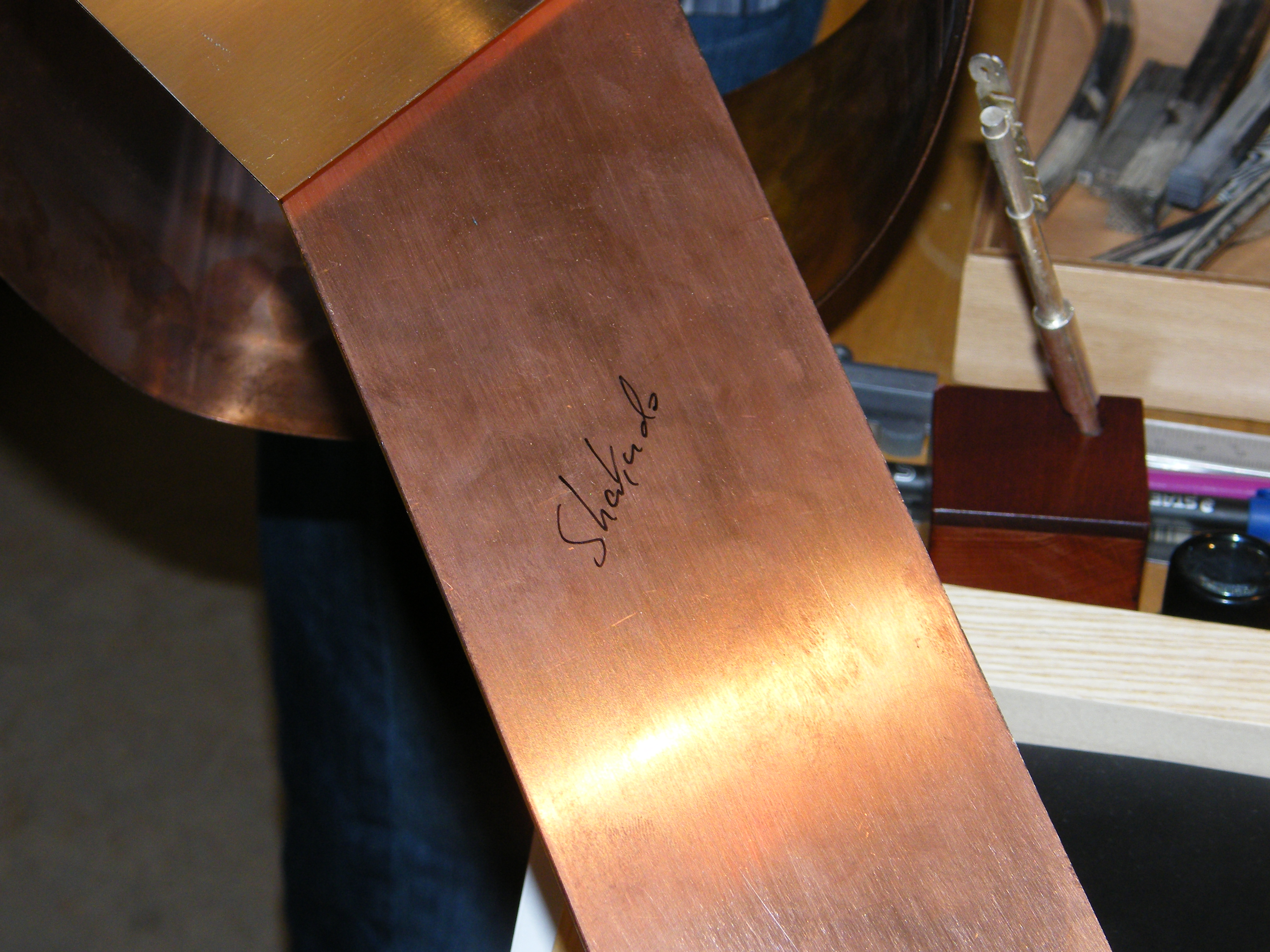
Shakudō avant patine.

Le shakudō (赤銅) est un alliage de cuivre contenant typiquement 3 à 7 % d'or, principalement utilisé pour sa patine noir-pourprée d'apparence laquée. Parfois, de petites quantités d'autres métaux sont ajoutées. Dans l'art traditionnel japonais, il est souvent martelé et incrusté d'or ou de cuivre pour obtenir des motifs très contrastés.

## Historique
Le shakudō était historiquement utilisé au Japon pour décorer des éléments de katana tels le tsuba (la garde). Lors de son introduction en occident au milieu du XIXe siècle, il a été considéré comme inconnu en dehors d'Asie mais des études récentes ont suggéré des similitudes avec des alliages utilisés en Égypte, en Grèce, ou à Rome. Les artisans joaillers modernes ont contribué à faire renaître l'utilisation de cet alliage comme élément de décoration, spécialement pour la technique du mokume-gane.
Shakudō est parfois utilisé comme un terme général désignant les objets décoratifs damasquinés d'origine japonaise, également connus en Occident comme étant du damasquinage Amita, du nom d'un fabricant du XXe siècle exportant ce type de pièces.

## Patine
La technique niiro (煮色) permettant d'obtenir une couleur noir-pourprée durable consiste à passiver la surface du métal avec du rokushō (緑青), un mélange composé principalement de carbonate de cuivre, chalcanthite et alun. Ce qui donne sa couleur particulière au shakudō patiné, c'est une couche de quelques micromètres d'oxyde de cuivre dans laquelle sont dispersées des particules d'or sur une épaisseur de l'ordre de 10 nm. Les particules d'or reflètent la lumière dans toutes les directions et font baisser la luminosité apparente. La lumière passant à travers l'or devient bleue (imperméable aux longueurs d'onde autres que le bleu) et celle réfléchie par l'oxyde de cuivre devient rousse, de sorte à former cette couleur caractéristique cuivrée, noire et pourprée. L'artiste adapte la composition de l'alliage et celle du rokushō pour obtenir la couleur souhaitée.

## Source de la traduction
- (en)/(ja) Cet article est partiellement ou en totalité issu des articles intitulés en anglais « Shakudō » (voir la liste des auteurs) et en japonais « 赤銅_(合金) » (voir la liste des auteurs).